# Kundratice (Rozsochy)
Kundratice (německy Kunratitz) jsou malá vesnice, část obce Rozsochy v okrese Žďár nad Sázavou. Nachází se asi 1,5 km na severozápad od Rozsoch. V roce 2009 zde bylo evidováno 50 adres. V roce 2001 zde trvale žilo 96 obyvatel.
V obci se také nachází sbor dobrovolných hasičů (SDH), který zajišťuje různé kulturní akce, jako je například Svatováclavské posezení u lípy, pálení čarodějnic.
Uprostřed obce se také nachází malá kaple, která je zasvěcena sv. Václavovi. Vedle kaple se také nachází dětské hřiště.
Kundratice leží v katastrálním území Kundratice u Rozsoch o rozloze 3,52 km2.

## Historie
První písemná zmínka o obci pochází z roku 1490.
V letech 1869–1880 k obci příslušela ves Albrechtice.

## Pamětihodnosti
- Kaple sv. Václava